# Districtul Aïn Defla
Aïn Defla este un district din provincia Aïn Defla, Algeria.